# Paix Paix
Paix Paix（ペッペ）は、福島県いわき市平六町目に所在する真砂不動産株式会社が運営する商業施設。

## 概要
2024年2月22日に「いわき市中心市街地活性化基本計画」の一環としてイトーヨーカドー平店の跡地にオープン。施設は商業棟とサービス棟の2棟。
施設名称は「平和」「穏やか」「安らぎ」の意味があるフランス語の「Paix」を2つ重ね、いわきで馴染みのある音によせて、「Paix Paix（ペッペ）」となった。

## テナント

### 商業棟
商業棟には、食品や生活用品、雑貨等を販売するデイリーニーズに応じた店舗を揃え、地域に根ざした魅力ある商業環境を創出し、暮らしの利便性・快適性を高めるための機能が提供されている。

#### 1F
- ヨークベニマル
- マツモトキヨシ

#### 2F
- 無印良品
- ダイソー
- 平まつざき歯科クリニック
- ヤマキ寝具
- おたからや
- ほけんの窓口
- FURDI （ファディー）

### サービス棟
サービス棟は、飲食店を揃え、コミュニティスペースの機能を付加し、日常の憩いの場となるよう六町目広場と一体的に整備されている。

#### 1F
- ケンタッキーフライドチキン
- 超(ウルトラ)

#### 2F
- 軽食と甘味 あまや(Sunny Terrace)